# Castro Valnera
Castro Valnera es una montaña de la cordillera Cantábrica, en el límite entre las provincias españolas de Burgos y Cantabria. Tiene una altitud de 1718 metros sobre el nivel del mar.

## Descripción
Ubicada en el sector oriental de la cordillera Cantábrica, conocido como La Montaña Pasiega o los Montes de Pas, se yergue entre los puertos —o «portillos», como son conocidos en la zona— de Lunada y de las Estacas de Trueba. Su lado sur pertenece a la comarca de Las Merindades, en la provincia de Burgos, Castilla y León, mientras que su lado norte pertenece a la Comarca de los Valles Pasiegos, en Cantabria. 
Su cota de 1718 m s.n.m. no es superada hacia el este, en lo que queda de cordillera Cantábrica, hasta las estribaciones de los Pirineos, ya en Navarra. En su ladera norte se evidencian los aparatos glaciares del Cuaternario reciente (Würm) situados a menor altitud de España. En su lado nororiental, en el Portillo de Lunada, nace el río Miera, mientras que por su cara noroccidental lo hace el río Pandillo, uno de los primeros afluentes del Pas, y por la cara suroeste del macizo nace el río Trueba, uno de los afluentes del Nela, y este, a su vez, del Ebro.

## Nota

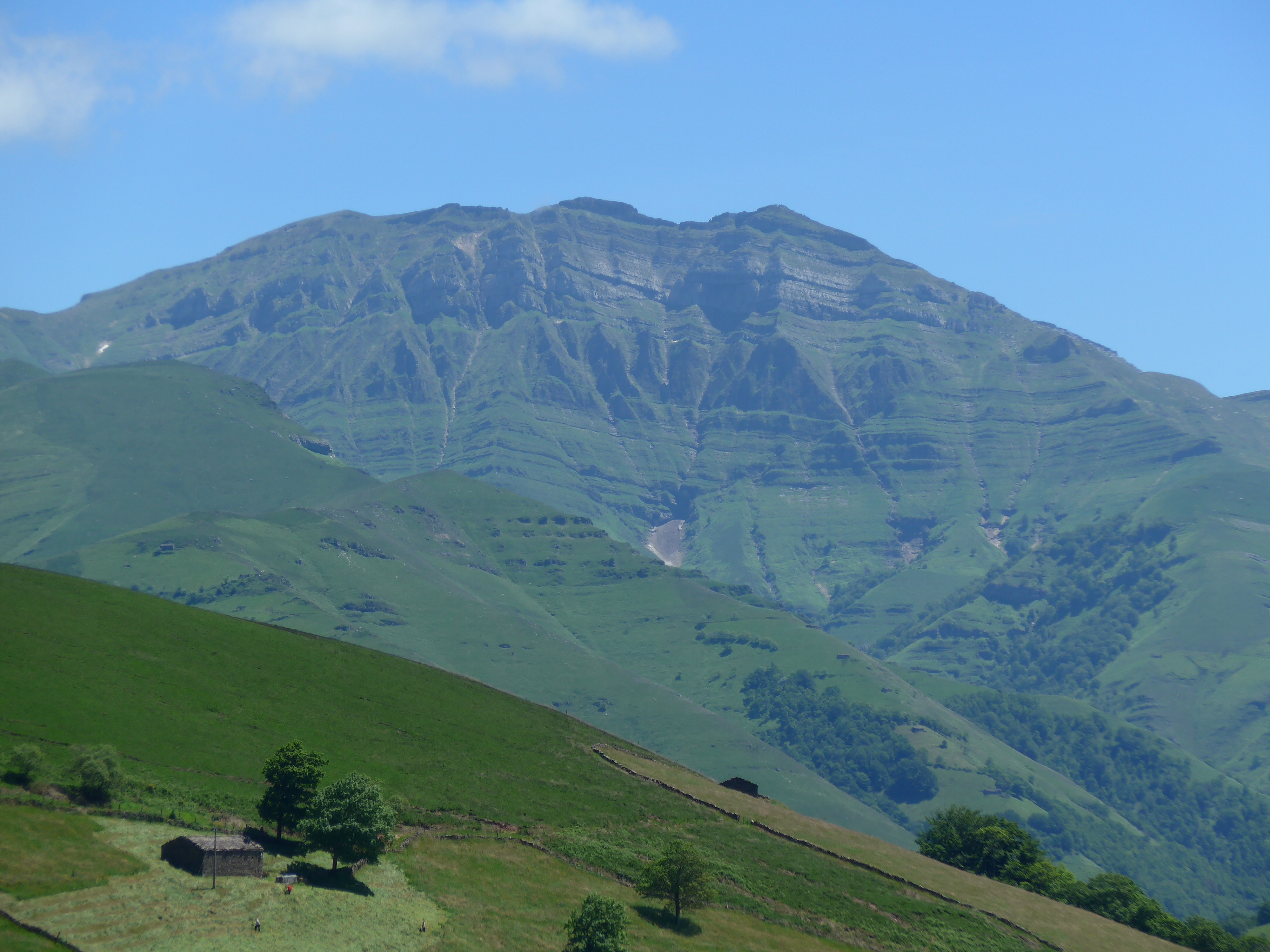
Cara norte del Castro Valnera contemplada desde el puerto de La Braguía (Cantabria)

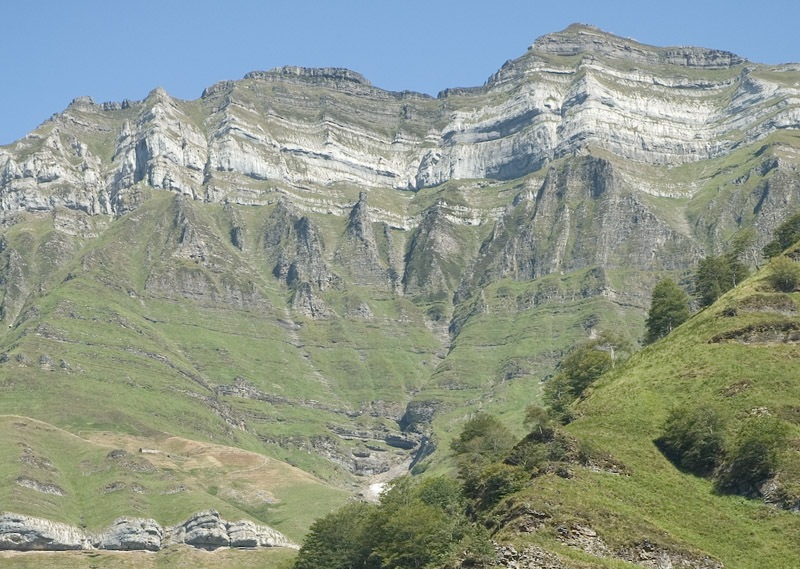
Otra vista del Castro Valnera

1. ↑  En el libro El habla Pasiega: Ensayo de Dialectología Montañesa aparece mencionado «el Castru Valnera».[1]